# Alianza (Chile)
La Alianza fue una coalición política chilena de derecha y centroderecha, existente entre 1989 y 2015. Estuvo integrada fundamentalmente por dos partidos políticos: la Unión Demócrata Independiente (UDI) – el brazo político del movimiento gremialista – y Renovación Nacional (RN), un partido de derecha neoliberal que agrupa internamente sectores conservadores y liberales. En distintos periodos también incluyó a otros partidos, como el Partido Nacional, la Unión de Centro Centro, el Partido del Sur, ChilePrimero y el Partido Regionalista Independiente (PRI). También formaron parte de la coalición movimientos políticos menores como Evolución Política.
Fundada en 1989 bajo el nombre Democracia y Progreso, adoptó diversas denominaciones durante los años 1990, hasta que en 2000 adquirió el nombre Alianza por Chile, el cual mantuvo durante gran parte de la década. Fue renombrada entre 2009 y 2012 como Coalición por el Cambio, durante el único gobierno de esta coalición —el de Sebastián Piñera—, pero para las elecciones de 2013, la UDI y RN adoptaron nuevamente la denominación «Alianza». En 2015 fue sucedida por Chile Vamos.

## Historia
Formalmente se constituyó en 1999, sin embargo la coalición tiene existencia oficial desde el 10 de agosto de 1989 (fecha de inscripción del pacto Democracia y Progreso para las elecciones de ese año), debido a que enfrentó de forma unificada la transición a la democracia, luego de que el sector perdiera el plebiscito nacional de 1988, que concluyó con el término de la dictadura militar encabezada por el general Augusto Pinochet.

### Línea temporal
Desde 1989 hasta 2015 la coalición tuvo los siguientes nombres oficiales:
| Nombre                         | Años      | Partidos |
| ------------------------------ | --------- | --- |
| Democracia y Progreso          | 1989-1992 | Unión Demócrata Independiente Renovación Nacional |
| Participación y Progreso       | 1992-1993 | Unión Demócrata Independiente Renovación Nacional Partido Nacional |
| Unión por el Progreso de Chile | 1993-1996 | Unión Demócrata Independiente Renovación Nacional Partido Nacional (1993-1994) Unión de Centro Centro (1993-1994) Partido del Sur (1993)                                     |
| Unión por Chile                | 1996-1999 | Unión Demócrata Independiente Renovación Nacional Partido del Sur (1997) |
| Alianza por Chile              | 1999-2004 | Unión Demócrata Independiente Renovación Nacional |
| Alianza                        | 2004-2009 | Unión Demócrata Independiente Renovación Nacional |
| Coalición por el Cambio        | 2009-2012 | Unión Demócrata Independiente Renovación Nacional ChilePrimero (2009-2010)                                                                                                   |
| Coalición                      | 2012-2013 | Unión Demócrata Independiente Renovación Nacional |
| Alianza                        | 2013-2015 | Unión Demócrata Independiente Renovación Nacional Evolución Política |
| Chile Vamos                    | 2015-     | Unión Demócrata Independiente Renovación Nacional Evolución Política Partido Regionalista Independiente (2015-2018) Partido Regionalista Independiente Demócrata (2018-2022) |

### Fundación y primeros años

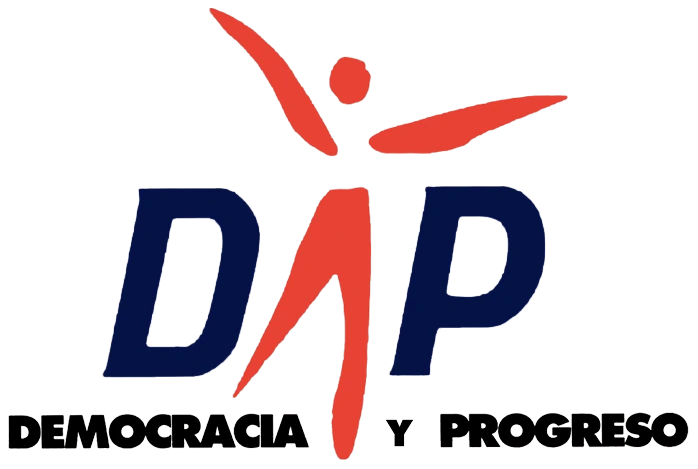
Logotipo usado por «Democraica y Progreso».

En la elección presidencial de 1989, como «Democracia y Progreso», la coalición presentó como candidato al economista Hernán Büchi, luego que en el plebiscito de 1988, que decidía si Augusto Pinochet seguiría en el poder durante 8 años más, perdiera con un 44.01% de los votos frente a un 55.99% de la oposición. Recién formada la coalición tuvo que enfrentarse con la también formada recientemente Concertación de Partidos por la Democracia y quién tenía como candidato al demócrata cristiano Patricio Aylwin.
Tras una abrupta bajada de Büchi como candidato el 15 de mayo de 1989, RN postuló a Sergio Onofre Jarpa, pero en julio Büchi relanzó su candidatura, con la consecuencia que perdiera credibilidad de los electores. Con un 55,2% de Aylwin contra sólo un 29,4% de los sufragios para Büchi, la Concertación fue la primera coalición en gobernar en el retorno a la democracia.
En los comicios parlamentarios paralelos al presidencial, Democracia y Progreso logró elegir 48 diputados y 16 senadores, llamando la atención que la mitad de estos últimos accediera al cargo por efecto del sistema binominal.
Para las elecciones municipales de 1992, la coalición se denominó «Participación y Progreso», e incluyó al refundado Partido Nacional. Logró la elección de 756 concejales y la designación de 62 alcaldes.

### Unión por Chile (1993-1999)

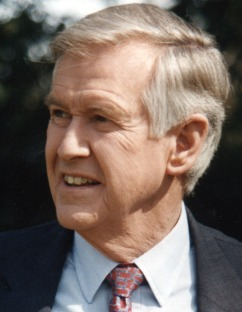
Arturo Alessandri Besa, candidato de la Unión por el Progreso en la elección presidencial de 1993.

En la elección presidencial de 1993, como «Unión por el Progreso de Chile» —inscrita oficialmente ante el Servicio Electoral el 14 de julio de ese año—, la coalición presentó como candidato a Arturo Alessandri Besa, nieto del expresidente Arturo Alessandri Palma y sobrino de Jorge Alessandri, quien fue proclamado como candidato luego del desenlace que tuvo el escándalo político que tuvo como protagonistas a los candidatos Sebastián Piñera y Evelyn Matthei de Renovación Nacional, denominado Piñeragate, que concluyó con la bajada de ambos, el cambio de militancia de Matthei a la UDI, y el surgimiento de esta alternativa. A ese pacto también se unieron la Unión de Centro Centro, el Partido Nacional, el Partido del Sur y el movimiento político Confederación Liberal. Las elecciones dieron como ganador a Eduardo Frei Ruiz-Tagle del PDC, con un 57,98% contra un 24,41%.

### Alianza (1999-2009)

#### Campaña presidencial de Lavín (1999)
En la elección presidencial de 1999, bajo la denominación «Alianza por Chile», la coalición presentó como candidato a Joaquín Lavín por la UDI, que anteriormente se había desempeñado como alcalde por dos períodos consecutivos de la comuna de Las Condes, luego de que el entonces senador de RN Sebastián Piñera intentase por segunda vez postular como candidato a la presidencia. La razón esencial de no postular se vio reflejada en las encuestas de opinión que no le eran favorables. En aquella época, el senador vitalicio Augusto Pinochet estaba detenido en Londres; Lavín, a pesar de que lo desfavorable que podría ser en términos electorales, apoyó al ex dictador en la campaña presidencial, lo que tuvo como consecuencia ser duramente atacado por el oficialismo; sin embargo la coalición intentó desligarse de la imagen de Pinochet. Bajo la bandera de "solucionar los verdaderos problemas de la gente", la Alianza por Chile logró mayor adherencia en las clases sociales más desamparadas del país.
En primera vuelta, contra el candidato Ricardo Lagos, logró el 47,51 % contra el 47,96 % (31 140 votos en total, lo cual equivalía a una diferencia de, aproximadamente, un voto por mesa), debiendo definirse la elección en una segunda vuelta, debido a que no había una mayoría absoluta. En la segunda vuelta, en una estrecha votación, fue derrotado con un 48,69 % contra un 51,31 % de Lagos.

#### La Alianza dividida: Piñera y Lavín (2005-2006)
En la elección presidencial de 2005, del 11 de diciembre de 2005 y del 15 de enero de 2006, la Alianza presentó dos candidatos: Joaquín Lavín, el abanderado de la Unión Demócrata Independiente, a quien por largo tiempo se daba como candidato único de este sector político, fue elegido como candidato presidencial de la Alianza en primera instancia luego que en diciembre de 2004 dejara su cargo edilicio en la comuna de Santiago, el cual obtuvo con un amplio margen en las elecciones municipales de 2000 y que además ayudara al independiente por la UDI Raúl Alcaíno a ganar tal cargo que es emblemático debido a su relevancia diplomática, consiguiendo hacerlo y denominándola "la madre de todas las batallas". El segundo candidato fue Sebastián Piñera, empresario y líder de Renovación Nacional, quien en mayo  de 2005 formalizó su intención de postular a la presidencia de la República, en medio de un revuelo político dentro de la Alianza, debido a un consejo general de su partido que lo proclamó como candidato; algo totalmente inesperado, pues se pensaba que RN apoyaría a Lavín. La candidatura de Piñera fue vista con cierta desconfianza por algunos sectores de la Alianza, debido a su conocida oposición al régimen militar. Desempeñó el cargo de presidente de su partido hasta 2004, cuando debido a un conflicto con el entonces presidente de la UDI, Pablo Longueira, tuvieran ambos que renunciar a esos cargos, por petición del entonces líder de la coalición, Joaquín Lavín.
Antes del consejo general de Renovación Nacional proclamara a Piñera, la coalición presentaba a Lavín como carta única para enfrentar a la candidata resultante de la primaria dentro de la Concertación, la socialista Michelle Bachelet y la demócratacristiana Soledad Alvear. Ante el complejo panorama político posterior a la proclamación de Piñera, la UDI propuso en reiteradas ocasiones que se realizaran primarias dentro de la coalición, para que de estas saliera un solo candidato, y así enfrentar a la Concertación con más fuerza, por estar menos fragmentados, pero RN desechó tal propuesta y apeló a que tales primarias fueran la primera vuelta de las elecciones, debido a que los 2 candidatos sumaban más que cualquiera de las dos candidatas oficialistas según las encuestas de opinión, y una segunda vuelta era inevitable. En el intertanto, Michelle Bachelet fue declarada candidata de la Concertación.
A medida que se fue acercando el 11 de diciembre, ambos candidatos no se enfrentaron fuertemente, pero tampoco evitaron la confrontación, para destacar por qué deberían ser quienes pasen a segunda vuelta para enfrentar al oficialismo. Mientras Lavín reforzaba su voto transversal y obteniendo gran adherencia entre las clases bajas y los indecisos, Piñera captó los de clase alta e intenta adherir a sectores conservadores del centro político, representados por el Partido Demócrata Cristiano (PDC), lo cual le llevó reiteradas críticas de los máximos referentes de tal partido criticándolo de ejercer "travestismo político" asegurando que no captaba tal segmento, sin embargo personas del mismo oficialismo han reconocido una "fuga de votos", hacia la candidatura de Piñera, la cual apela que es abierta a recibir a todos quienes posean valores humanistas cristianos. De hecho obtuvo adhesión de militantes del PDC e incluso de Nora Contreras, concejala del Partido por la Democracia (PPD) por la comuna de Renca, la cual fue expulsada tras su decisión.
El 11 de diciembre en un estrecho margen de votos, Sebastián Piñera se impone como el candidato que pase a segunda vuelta, superando solo por cerca de un 2% a Joaquín Lavín. Este a la vez en un emotivo discurso reconociendo la victoria de su compañero de pacto, reafirmó su compromiso de ser parte activa de la campaña de Piñera, a lo que este le responde que tendrá un papel fundamental en su campaña y en un eventual gobierno. En efecto, a los días siguientes proclamó a Lavín como el presidente del comité político de la campaña, a lo que aceptó de inmediato. El 15 de enero de 2006 Piñera fue superado por Bachelet por 53,49% contra 46,51%.[cita requerida]

#### Triunfo en las elecciones municipales de 2008
Por primera vez en la historia la Alianza superó en votos en una elección a la Concertación en las municipales de 2008, que participó dividida en dos listas paralelas: Concertación Democrática (DC-PS) y Concertación Progresista (PPD-PRSD). Pepe Auth, ideólogo de la maniobra política, consideraba que al participar en dos listas la Concertación en conjunto lograría más alcaldes y concejales y superaría la votación de la Alianza. A esta modalidad se incluye un pacto por omisión con el Partido Comunista de Chile (PC), en comunas como Pedro Aguirre Cerda, Limache y La Ligua.
Las elecciones del 26 de octubre de 2008 favorecieron a la Alianza en alcaldes y a la Concertación en concejales. La oposición logró triunfos históricos al derrotar al abanderado del PDC en Valparaíso, Aldo Cornejo, al ganar la ciudad de Temuco , al obtener un 78,76% de los votos en elección alcaldicia en Viña del Mar con Virginia Reginato retener la administración de Santiago, esta vez de manos del UDI Pablo Zalaquett, en Concepción con Jacqueline van Rysselberghe y en Cerro Navia al ganar con Luis Plaza Sánchez, dejando atrás la extensa administración de la Concertación de mano de la PPD Cristina Girardi. En comunas emblemáticas de clase alta como Las Condes, La Reina, Ñuñoa, Providencia, Vitacura y Lo Barnechea, triunfó la Alianza. La derrota sobrevino en comunas emblemáticas como La Florida, excomuna del alcalde electo por Santiago, Pablo Zalaquett, en donde triunfó en una reñida elección el popular actor socialista Jorge Gajardo. En resumen, la brecha en alcaldes entre la Concertación y la Alianza disminuyó de 99 a 4.
En concejales el triunfo fue de la Concertación, obteniendo cerca de diez puntos de ventaja sobre la coalición opositora, que además experimentó una baja respecto a las elecciones de 2004. Destaca también la irrupción del Partido Regionalista Independiente, PRI, y la consolidación del pacto Juntos Podemos Más, que concentra un 9,08% del padrón electoral. La Concertación y la Alianza sostienen una brecha de 201, en comparación a los 240 de la elección anterior.
A nivel de partidos políticos el partido aliancista Renovación Nacional se quedó con la primera mayoría a nivel nacional; su compañero de fórmula, la UDI, bajó al segundo lugar, mientras que el PDC quedó en tercero con una baja de seis puntos respecto al 2004, con el 13,98%. La fuerte caída en la votación popular causó la renuncia de la senadora Soledad Alvear a la presidencia del partido y a su aspiración presidencial para 2009.

### Coalición por el Cambio y gobierno de Piñera (2009-2013)

Emblema de la Coalición por el Cambio.

La Alianza por Chile para la elección presidencial de 2009, comenzó con un paso importante, mediante el arribo de dos precandidatos, uno de ellos el senador Pablo Longueira, y la alcaldesa de Concepción, Jacqueline van Rysselberghe, ambos de la UDI, quienes manifestaron su disponibilidad de postular a ese cargo, utilizando los conductos regulares dentro de la coalición, sin embargo, ambos desecharon tal opción para presentar solo un candidato, que sería Sebastián Piñera.
En marzo de 2009, dos congresistas de la Alianza por Chile obtuvieron la presidencia del Senado y de la Cámara de Diputados, mediante un acuerdo con la bancada independiente y con la Concertación, respectivamente. Dichos acuerdos no estuvieron faltos de polémica, ya que el senador que postuló la alianza para presidir dicho organismo, Jovino Novoa, fue duramente criticado por personeros de la Concertación dado su participación en la dictadura militar del general Augusto Pinochet.
Pese a las críticas, la Alianza por Chile se adjudicó un triunfo político al presidir ambas cámaras del Congreso Nacional y algunas de las comisiones más influyentes del mismo, lo cual, esperaron en el conglomerado opositor, beneficiara la candidatura de Sebastián Piñera.

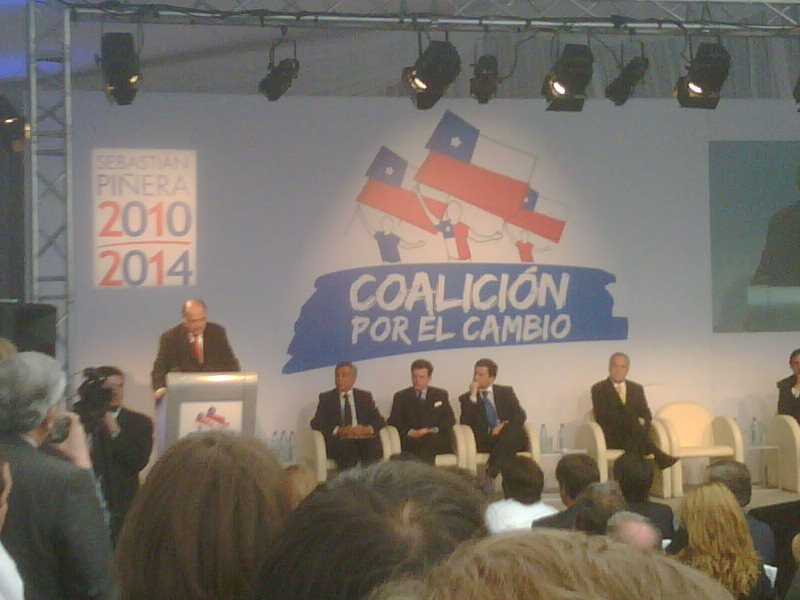
Acto de presentación de la Coalición por el Cambio, 6 de mayo de 2009.

Tras haber integrado la lista Por un Chile limpio, se generó un quiebre entre los miembros fundadores de ChilePrimero respecto a la posición que tomaría el partido frente a la elección presidencial y a las parlamentarias de 2009. Mientras que Jorge Schaulsohn y Flores apoyaron al candidato de la Alianza por Chile Sebastián Piñera, el diputado Esteban Valenzuela rechazó unirse con la centroderecha y renunció a ChilePrimero para respaldar la candidatura de Marco Enríquez-Ominami. El apoyo a Piñera por parte de ChilePrimero se oficializó el 6 de mayo de 2009, cuando se presentó la "Coalición por el Cambio", pacto electoral entre la Alianza por Chile, ChilePrimero y otros movimientos políticos menores como Norte Grande y Humanista Cristiano.
El candidato de la entonces llamada «Coalición por el Cambio» para la elección presidencial de 2009, Sebastián Piñera, ganó la primera votación con algo más del 44% de los votos. En la segunda vuelta realizada el 17 de enero obtuvo un 51,61%, correspondiente a 3 563 050 votos, con lo que logró convertirse en presidente de la República para el período 2010-2014; tomando posesión como tal el 11 de marzo de 2010.
En marzo de 2010, la Coalición por el Cambio sufrió una derrota en el Congreso Nacional al no poder retener las presidencias de ambas cámaras, quedando el Senado bajo el liderazgo del PDC con Jorge Pizarro y la Cámara de Diputados terminó bajo el control del PRI con la diputada Alejandra Sepúlveda. Es así como la Concertación logró retomar la presidencia del Senado y el PRI en conjunto con la Coalición por el Cambio tomó la presidencia de la Cámara de Diputados. La Alianza por Chile, durante los veinte años que estuvo en la oposición, nunca pudo controlar ambas cámaras, excepto en 2009 gracias al acuerdo logrado con la Concertación.
El 17 de enero de 2012, con motivo de la conmemoración de los dos años del triunfo electoral de Sebastián Piñera, el presidente nacional de ChilePrimero Vlado Mirosevic afirmó que su colectividad no se hará parte de la celebración oficial que el gobierno tiene preparada, debido a que «hace más de un año que no somos parte de la Coalición por el Cambio». Mirosevic afirmó que si bien en ChilePrimero se sienten satisfechos de haber producido la alternancia en el poder, por medio del voto a Piñera, no se sienten parte de este gobierno. «Nosotros no podemos estar en la misma coalición con Carlos Larraín. Tenemos profundas diferencias con el mundo conservador» sentenció el dirigente.
En las elecciones municipales de 2012, el conglomerado compitió bajo la lista «Coalición», eliminando el concepto "por el Cambio" en el nombre, dado que ya estaban en el gobierno. En dichos comicios tuvo un revés electoral, perdiendo alcaldías emblemáticas como Santiago, Providencia y Concepción, además de tener una baja considerable en el número de ediles a nivel nacional.

### Campaña presidencial de 2013 y retorno a la oposición
Para las elecciones primarias presidenciales de 2013, la Coalición volvió a tener el nombre Alianza. En esa instancia los dos partidos que conformaban la Alianza llevaron un candidato a los comicios. Los candidatos inicialmente fueron Laurence Golborne, candidato independiente que representaba a la UDI, y Andrés Allamand, representando a RN. A fines de abril Golborne depuso su candidatura, dejando vacante el puesto de candidato presidencial por la UDI, ante lo cual dicho partido proclamó al ministro de Economía, Fomento y Turismo Pablo Longueira, el cual derrotó a Allamand en las primarias de la coalición del 30 de junio. Sin embargo, por motivos de salud, Longueira también renunció a su candidatura el 17 de julio.

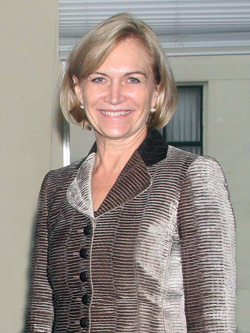
Evelyn Matthei, candidata de la Alianza en la elección presidencial de 2013.

El 20 de julio la UDI nominó a la ministra del Trabajo y Previsión Social, Evelyn Matthei, como su abanderada presidencial. La candidata recibió el apoyo de RN y se transformó en la representante de la Alianza para la elección presidencial. Matthei pasó a segunda vuelta, donde fue derrotada por la expresidenta Michelle Bachelet, de la Nueva Mayoría. En las parlamentarias, en tanto, la coalición sufrió un duro revés frente a la Nueva Mayoría, siendo la UDI el partido más afectado con la pérdida de varios diputados. Estos magros resultados devolvieron a la Alianza a la oposición luego de los cuatro años del gobierno de Piñera.

### Disolución
El 2 de agosto de 2014, durante el consejo nacional de Renovación Nacional realizado en Santiago, el presidente del partido, Cristián Monckeberg, hizo un llamado a su agrupación junto a la UDI y a Evópoli a refundar la Alianza bajo el nombre de Coalición por la Libertad. En dicho llamado fue excluido el movimiento político Amplitud, debido al apoyo que otorgó dicha colectividad a la reforma al sistema binominal; sin embargo no se descartó que se incorporaría en el futuro. También se realizaron negociaciones con el Partido Regionalista Independiente (PRI) para que se sumara a la coalición, las que concluyeron en diciembre de 2014 cuando se acordó la creación de una nueva coalición para enfrentar las elecciones municipales de 2016 y presidencial, parlamentarias y de consejeros regionales de 2017. Dicha coalición fue oficializada el 29 de enero de 2015, y posteriormente adquirió el nombre «Chile Vamos».

## Gobiernos
Entre el 11 de marzo de 2010 y el 11 de marzo de 2014 la Alianza gobernó el país bajo el mandato de Sebastián Piñera, militante de Renovación Nacional al momento de ser elegido presidente en 2010.

### Presidentes de la República
| Nombre           | Inicio              | Término             | Cargo                      | Votación  | Votación | Votación  | Votación |
| ---------------- | ------------------- | ------------------- | -------------------------- | --------- | -------- | --------- | -------- |
| Sebastián Piñera | 11 de marzo de 2010 | 11 de marzo de 2014 | Presidente de la República | 3.056.526 | 44,05%   | 3.582.800 | 51,61%   |

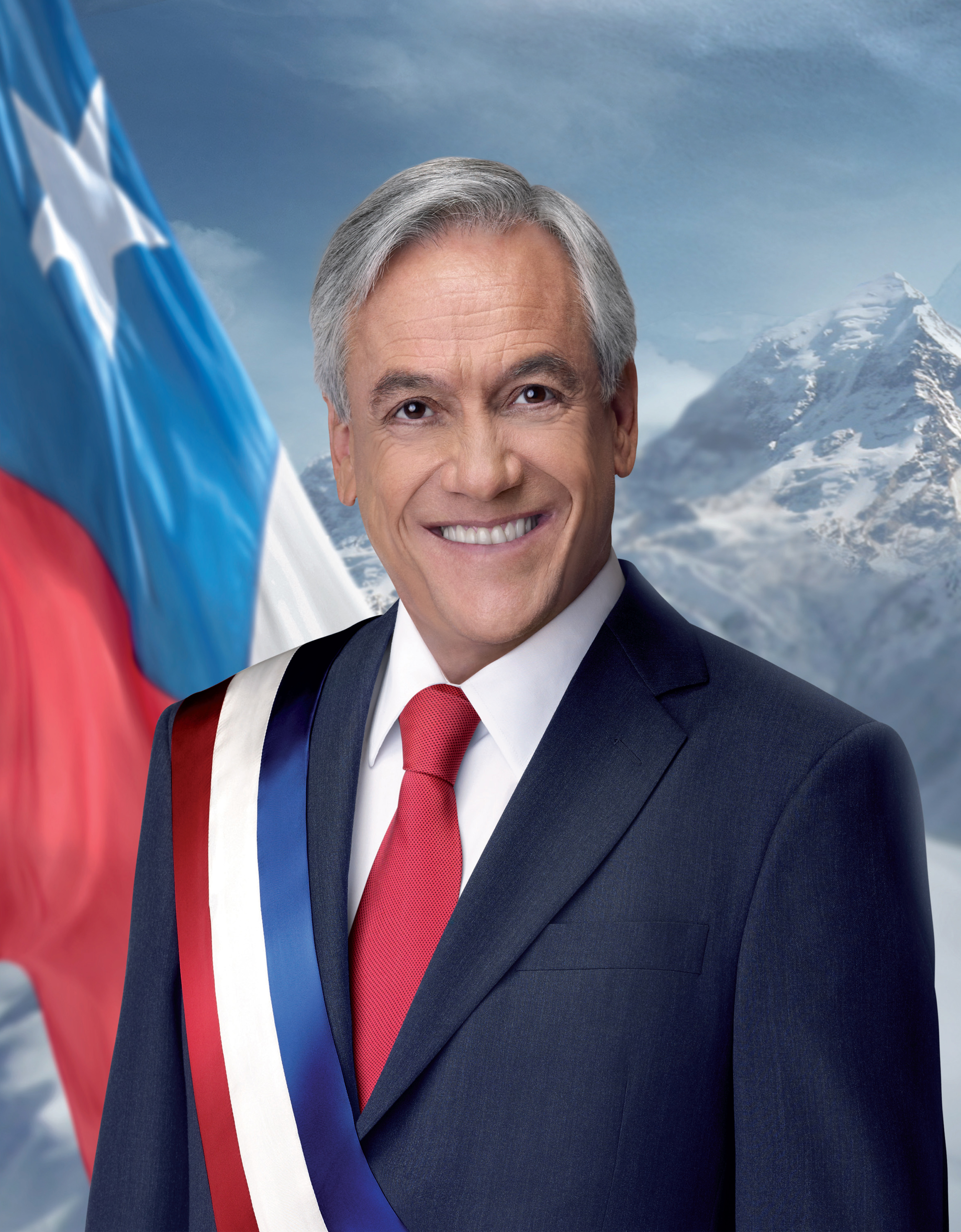
Sebastián Piñera (retrato oficial, 2010).

### Campañas
| Año  | Año        | Candidato              | Eslogan                                 |
| ---- | ---------- | ---------------------- | --------------------------------------- |
| 1989 | 1989       | Hernán Büchi           | Büchi es el hombre                      |
| 1993 | 1993       | Arturo Alessandri Besa | Chile quiere más                        |
| 1999 | 1.ª vuelta | Joaquín Lavín          | Viva el cambio                          |
| 1999 | 2.ª vuelta | Joaquín Lavín          | Súmate al cambio                        |
| 2005 | 1.ª vuelta | Joaquín Lavín          | Alas para todos                         |
| 2005 | 1.ª vuelta | Sebastián Piñera       | Con Piñera se puede                     |
| 2005 | 2.ª vuelta | Sebastián Piñera       | Chile quiere más, Piñera más presidente |
| 2009 | 1.ª vuelta | Sebastián Piñera       | Así queremos Chile                      |
| 2009 | 2.ª vuelta | Sebastián Piñera       | Súmate al cambio                        |
| 2013 | 1.ª vuelta | Evelyn Matthei         | Un siete para Chile                     |
| 2013 | 2.ª vuelta | Evelyn Matthei         | Sí se puede                             |

## Resultados electorales

Resultados electorales en Chile desde 1989, incluyendo elecciones municipales, de diputados y presidenciales (en signos punteados). La Alianza aparece en color azul.

### Elecciones presidenciales
| Año       | Candidato/a            | Votos (%)  | Votos (%)  | Resultado |
| Año       | Candidato/a            | 1.ª vuelta | 2.ª vuelta | Resultado |
| --------- | ---------------------- | ---------- | ---------- | --------- |
| 1989      | Hernán Büchi           | 29,40      | —          | No electo |
| 1993      | Arturo Alessandri Besa | 24,41      | —          | No electo |
| 1999-2000 | Joaquín Lavín          | 47,51      | 48,69      | No electo |
| 2005-2006 | Sebastián Piñera       | 25,41      | 46,50      | No electo |
| 2005-2006 | Joaquín Lavín          | 23,22      | —          | No electo |
| 2009-2010 | Sebastián Piñera       | 44,05      | 51,61      | Electo    |
| 2013      | Evelyn Matthei         | 25,01      | 37,83      | No electa |

### Elecciones parlamentarias

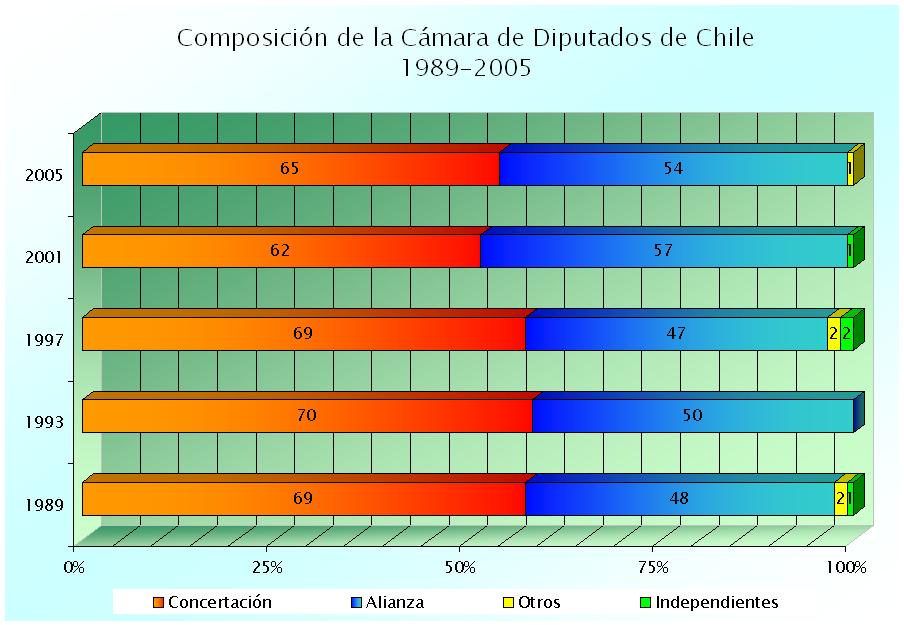
Composición de la Cámara de Diputados entre los años 1989 y 2005.

La Constitución de 1980 contemplaba un senado mixto, compuesto de 38 elegidos democráticamente a través de un sistema binominal, 9 senadores designados, además de los presidentes que hubiesen gobernado por más de 6 años, que pasarían a ser senadores vitalicios.
El sistema binominal crea una desproporción que permite, por ejemplo, que en 1989 Democracia y Progreso elija con el 35% de los votos a 16 senadores (42% del total de elegidos democráticamente). Esta desproporción es acentuada notablemente por el hecho de que los senadores designados son partidarios del conglomerado de derecha, por lo que sumándolos se llega 25 senadores, que dejan en minoría a los 22 elegidos por la Concertación en aquella oportunidad.
A causa de una reforma constitucional en 2005, se eliminó la figura de los senadores designados y los vitalicios, quedando el senado limitado sólo a los 38 elegidos democráticamente.
|  | 34,18 % |

|  | 34,85 % |

|  | 36,68 % |

|  | 37,32 % |

|  | 36,26 % |

|  | 36,64 % |

|  | 44,27 % |

|  | 44,03 % |

|  | 38,73 % |

|  | 37,25 % |

|  | 43,45 % |

|  | 45,19 % |

|  | 36,23 % |

|  | 38,05 % |

### Elecciones municipales
|  | 29,67 % |

|  | 32,47 % |

|  | 40,09 % |

|  | 38,72 % |

|  | 37,68 % |

|  | 40,66 % |

|  | 36,05 % |

|  | 37,51 % |

|  | 32,88 % |

Nota: Entre 1992 y 2000 se votaba sólo para elegir concejales. En 1992 hubo alcaldes que compartieron la mitad del período con otro concejal. A partir de 2004 se realizan las votaciones de alcalde y concejales por separado.

### Elecciones de consejeros regionales
| Elección | Votos     | % de votos       | Escaños |
| -------- | --------- | ---------------- | ------- |
| 2013     | 1 870 069 | \| \| 32,30 % \| | 103/278 |
|          | 32,30 %   |                  |         |

## Niveles de aprobación

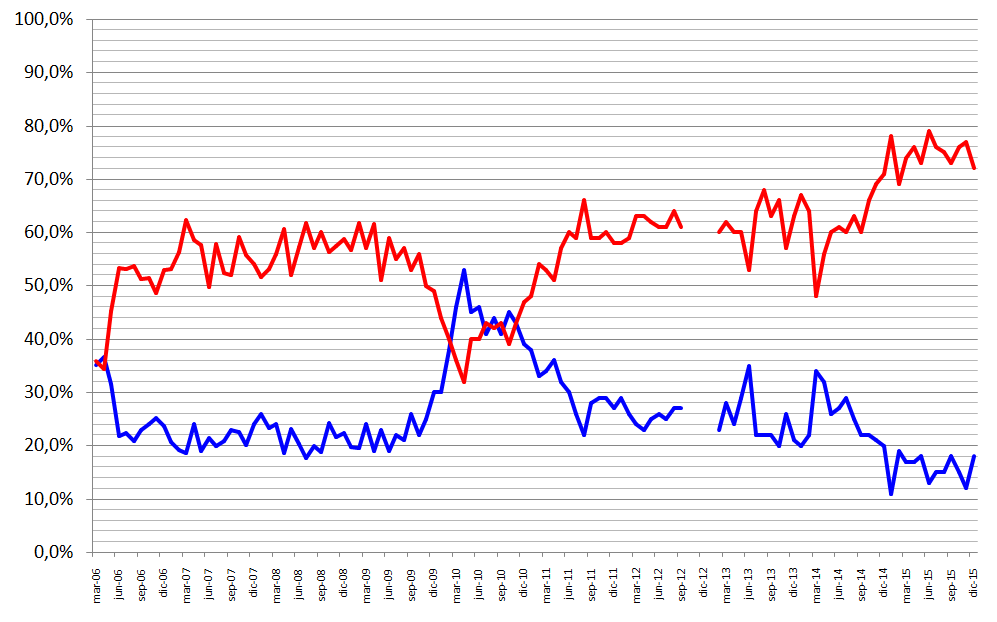
Porcentaje de aprobación.
Porcentaje de rechazo.

Según la encuesta Adimark, desde mayo de 2010, iniciando el primer gobierno de Sebastián Piñera, y hasta su final, la Alianza jamás ha vuelto a contar con una aprobación ciudadana superior al 50%. Por el contrario, su porcentaje de aprobación mantuvo una tendencia en general decreciente hasta agosto de 2011, alcanzando entonces un mínimo de 22%, marcado por la movilización estudiantil. Al mismo tiempo, su porcentaje de reprobación se mantuvo en alza hasta el mismo mes. Desde entonces, sus niveles de aprobación y reprobación se mantuvieron relativamente constantes, salvo por algunas bruscas variaciones en junio de 2013. El porcentaje de reprobación superó el porcentaje de apoyo desde noviembre de 2010 en adelante, alcanzando porcentajes de 66% en agosto de 2011 y octubre de 2013, así como un máximo del 68% en agosto de 2013. Su mínimo de aprobación lo alcanzó en octubre del mismo año, con un 20%.
En enero de 2015, estando en la oposición, la centroderecha logró su menor aprobación desde el inicio de la encuesta mensual de Adimark en 2006, alcanzando un 11%. La principal causa de la baja se debe a los efectos del Pentagate, caso de corrupción en el financiamiento de campañas electorales que involucra principalmente a militantes de la UDI.

## Símbolos electorales
| Elección                                | Descripción |
| --------------------------------------- | --- |
| Parlamentarias 1989                     | Un pictograma de una persona con los brazos en alto; el brazo izquierdo apunta hacia arriba y la izquierda, mientras el brazo derecho apunta a la derecha.                                   |
| Parlamentarias 1993 Parlamentarias 1997 | El símbolo representa a dos montañas, y entre ambas cumbres aparece un sol naciente. |
| Parlamentarias 2001 Parlamentarias 2005 | El símbolo representa a dos manos que se dan un apretón. Las mangas de cada mano son de color negro.                                                                                         |
| Parlamentarias 2009                     | Una estrella de cinco puntas, una de cada color distinto (en sentido horario desde el extremo superior: verde, naranja, celeste, fucsia y azul) y el centro de la estrella de color púrpura. |
| Primarias 2013 Parlamentarias 2013      | El símbolo vuelve a ser el utilizado en 2001 y 2005. |

### Partidos políticos
- Unión Demócrata Independiente
- Renovación Nacional
- Partido Regionalista Independiente
- Evolución Política

- Datos: Q1140651